# Чарково (Ґостинський повіт)
Чарково (пол. Czarkowo, нім. Zaubern) — село в Польщі, у гміні Понець Гостинського повіту Великопольського воєводства.
Населення — 198 осіб (2011).
У 1975—1998 роках село належало до Лешненського воєводства.

## Демографія
Демографічна структура станом на 31 березня 2011 року:
|          | Загалом | Допрацездатний вік | Працездатний вік | Постпрацездатний вік |
| -------- | ------- | ------------------ | ---------------- | -------------------- |
| Чоловіки | 101     | 25                 | 70               | 6                    |
| Жінки    | 97      | 13                 | 64               | 20                   |
| Разом    | 198     | 38                 | 134              | 26                   |